# Washington County, Oregon
Washington County är ett administrativt område i delstaten Oregon, USA. Den administrativa huvudorten (county seat) är Hillsboro.

## Geografi
Enligt United States Census Bureau har countyt en total area på 1 881 km². 1 874 km² av den arean är land och 7 km² är vatten.

### Angränsande countyn
- Multnomah County, Oregon - öst
- Clackamas County, Oregon - sydöst
- Columbia County, Oregon - nord
- Yamhill County, Oregon - syd
- Tillamook County, Oregon - väst
- Clatsop County, Oregon - nordväst

### Orter
- Banks
- Durham
- Gaston
- Hillsboro (huvudort)
- King City
- Sherwood
- Tigard